# Шаховской, Фёдор Петрович
Князь Фёдор Петро́вич Шаховско́й (1796, Псковская губерния — 1829, Суздаль) — отставной майор, декабрист.

## Биография
Родился 12 (23) марта 1796 года в имении Заостровье Луганско-Бросненской волости Холмского уезда. Отец — князь, тайный советник, псковский губернатор в 1814—1816 годах, Пётр Иванович Шаховской; мать — княжна Анна Фёдоровна Щербатова.
Первоначальное образование получил дома и в пансионе Жакино в Москве. Позднее слушал курс политических наук профессора Христиана Шлёцера.

### На военной службе
На военной службе с 1813 года в резервной команде Семёновского полка. Произведён в подпрапорщики 30 января 1814 года, в прапорщики 5 мая 1814 года.
Участвовал в заграничном походе русских войск 1813—1814 годов; за храбрость и мужество он был произведён в подпоручики.
Вернувшись в Петербург, Федор Шаховской вступил в офицерскую артель Семёновского полка. Как отмечал декабрист И. Д. Якушкин, также служивший в этом полку, пятнадцать — двадцать офицеров «сложились, чтобы иметь возможность обедать каждый день вместе; обедали же не одни вкладчики в артель, но и все те, которым по обязанности службы приходилось проводить целый день в полку. После обеда одни играли в шахматы, другие читали громко иностранные газеты и следили за происшествиями в Европе…».
Семёновская артель, вскоре запрещённая Александром I, была предшественницей будущей декабристской организации. Подобная артель существовала и среди офицеров Генерального штаба.
В свободные от службы часы Шаховской вместе со своими друзьями посещал лекции известных профессоров, историков и экономистов К. Ф. Германа, А. П. Куницына, К. И. Арсеньева. Все это содействовало расширению умственного горизонта Шаховского, обогащало его знания, особенно в области исторических наук.
С января 1818 года штабс-капитан 38-го егерского полка. Адъютант Ивана Паскевича с октября 1819 года. Произведён в капитаны 11 марта 1820 года, отчислен в полк 17 октября 1821 года. Уволен в отставку по состоянию здоровья с производством в майоры 3 февраля 1822 года.

### В отставке
Ответы на волновавшие его вопросы он пытался найти у масонов. Масонские ложи привлекали гуманистической направленностью. Шаховской сначала состоял в ложе «Соединённых друзей», членами которой являлись П. И. Пестель, П. Я. Чаадаев, А. С. Грибоедов. Затем был членом-основателем и 1-м надзирателем ложи «Северных друзей» в Петербурге. Оратор и 2-й надзиратель в 1817 году ложи «Трёх добродетелей», членами которой были многие будущие декабристы. С 1818 года секретарь московской ложи «Александра к тройственному благословению», работавшей по Исправленному шотландскому уставу.
Был женат с 12 ноября 1819 года на княжне Наталье Дмитриевне Щербатовой.
В семейной жизни он был бесконечно счастлив: красивая, умная, образованная жена и шестилетний обожаемый Митя.
После отставки жил в имении жены в селе Ореховец Ардатовского уезда Нижегородской губернии.
«По приезде в деревню,— отмечал он в своих показаниях,— нашли мы крестьян в великой бедности и, желая облегчить их… положили значительный капитал, обратив часть оного на усовершенствование их хлебопашества и хозяйственных заведений».
Шаховской осуществил систему усовершенствованных способов ведения сельского хозяйства: была ликвидирована чересполосица, и крестьяне получили лучшую землю; для обработки барской земли стали привлекать наёмных рабочих, применяли плуги, сеялки; была сокращена барщина, введено многополье, культивировали травосеяние, овощеводство. Вскоре доходы крестьян и помещика увеличились. Эти нововведения и были причиной доноса соседей на Шаховского.
К этому периоду относится черновик записки Шаховского императору Александру I. Анализируя русскую экономическую действительность — тяжёлое положение крестьян, задавленных налогами, повинностями и т. д., — Шаховской высказывался за отмену «рабства» крестьян и замену подушной подати подоходным налогом. Записка проникнута духом патриотизма, человечного отношения к крепостным. Неизвестно, была ли она передана царю.
В деревне же Шаховским написана работа о методах повышения производительности водяных мельниц.
Отдавшись хозяйственным заботам, Шаховской всё более отходил от тайного общества. По свидетельству допрошенных следственным комитетом, он «никакого фактического участия в жизни общества не принимал».
Шаховской много занимался самообразованием, причём интересы его были очень широки. В Ореховце он собрал библиотеку из книг по юриспруденции, философии, педагогике, политике, политической экономии, статистике, естествознанию, математике, военным наукам, изящным искусствам, истории, географии. В каталоге библиотеки, составленном Шаховским в 1824 году, значится 1026 названий на русском, французском, английском, немецком, итальянском и латинском языках. Среди книг были сочинения Шарля Монтескьё, Жан-Жака Руссо, госпожи де Сталь, Поля Гольбаха, Адама Смита, а также Джорджа Байрона, Фридриха Шиллера, Иоганна Гёте. Шаховской внимательно следил за течениями общественной мысли, за современными журналами. В его записной книжке есть такие пометки: «Выписать через книгопродавца Грефа (на французском языке) „Энциклопедический журнал“, „Универсальный ежегодник“, „Разговорный словарь“, „Памятная записка о острове Св. Елены“, „Наполеон в ссылке“, „История живописи и музыки“, „Алфавит египетских иероглифов“, через английских квакеров выписать астрономию Клерка».
При аресте Шаховского в Петербурге в описи отобранных у него вещей значатся книга Роберта Оуэна «О воспитании в Нью-Ланарке», сочинения Пушкина, басни Крылова, книга об уголовных наказаниях.

### Арест и ссылка
Шаховской был вызван нижегородским губернатором в конце января 1826 года. Доставлен в Петербург 9 марта 1826 года. Один из немногих, отказавшийся признать себя виновным.
Приговор гласил: «При допросе он сознавался только в том, что принят в Союз благоденствия и знал одну явную цель оного — просвещение и благотворительность… Напротив сего, как показаниями других, так и очными ставками, он уличался в том, что участвовал в учреждении Союза благоденствия и знал настоящую цель оного — введение представительного правления и что был на совещании (в 1817 году), когда Якушкин вызвался на цареубийство, предлагал, чтобы для сего воспользоваться временем, когда Семёновский полк будет в карауле, и только то и говорил, что он сам готов посягнуть на жизнь государя. После чего Сергей Муравьёв не иначе называл его, Шаховского, как тигр».
Следственный комитет и Верховный суд не приняли во внимание показания свидетелей, например, Михаила Фонвизина, который сказал, что «он не может утверждать, был ли князь Шаховской на совещании», или Никиты Муравьёва, который показал, что «Шаховской был на совещании, но что он опровергал сие предложение и оставил собрание». Сергей Муравьёв-Апостол решительно отрицал, что он давал такое прозвище «тигр», и тем не менее Шаховского обвинили как участника совещания, где высказан был «умысел на цареубийство».
Шаховской был осуждён по VIII разряду и приговорён к лишению чинов, дворянства и пожизненной ссылке. Указом от 20 августа 1826 года по случаю коронации пожизненная ссылка была заменена двадцатилетней.
Отправка осуждённых производилась с соблюдением глубокой секретности. Никто из них не знал, куда его везут, где будет место его назначения. На случай бегства «злоумышленников» были составлены их приметы: «Федор Шаховской — лет 30, рост 2 аршина, 8,5 вершков, волосы на голове и бровях светло-русые, глаза темно-голубые, лицом бел и худощав, нос прямой, подбородок выдается вперед, на верхней губе с левой стороны небольшая бородавка». Шаховской был поселён в Туруханске, заштатном городке Енисейской губернии, расположенном на обмелевшей протоке Енисея, среди болот. В городке было около трёх десятков жилых строений, в которых проживало почти сто человек.
В 1825 году последовала смерть матери и за ней кончина отца. О переживаниях Шаховского свидетельствует отрывок из затребованной у него записки об имущественном положении: «Жену свою оставил я в селе Ореховце в тяжёлой беременности с мучительными припадками — с нею сын наш Дмитрий шести лет. Если бог укрепил силы и сохранил дни её, то в половине сего месяца должна разрешиться от бремени. Но если ужасное несчастье постигнет меня, и последняя отрада исчезнет в душе моей с её жизнью, то одно и последнее желание моё будет знать, что сын мой останется на руках её семейства, вроде отца её. В продолжение пребывания моего в С.-Петербурге сперва получал я письма от неё через дежурство Главного штаба, потом через Комитет. О переведении меня в крепость я не решился её уведомить, а последние две недели я уже ни одного письма от неё не получил, после того, которым я от 14 июля уведомил её об нашей участи и просил, чтоб она, как можно скорее, распорядилась взять имение моё в опеку, по малолетству нашего сына, к которому оно переходит, с тем, чтобы она была опекуншей, а отец её, примерной и строгой честности и горячей любви своей к внуку, не откажется быть его попечителем. Сие положение, горестное и сомнительное, усиливается расстоянием 6000 вёрст, отделяющих меня от родины и осиротелого моего семейства».
В Туруханске Шаховской прожил недолго, но его деятельность свидетельствует о стремлении принести пользу местному населению. Своими агрономическими опытами по акклиматизации овощных культур, начатыми в Туруханске и продолженными в Енисейске, куда его потом перевели, он способствовал развитию сельского хозяйства края. В деле «О государственных преступниках, находящихся на водворении в Туруханске» имеются ежемесячные донесения сотника Сапожникова о поведении Шаховского: «Имею честь донести, что насчёт нравственности Шаховского наружного распутства не замечено, что он от жителей как Туруханска, равно и от живущих от Туруханска вверх по Енисею приобрёл особое расположение через ссужение их деньгами, обещанием улучшить их состояние через разведение картофеля и прочих огородных овощей, провозвещая им дешевизну хлеба и прочих вещей в крестьянском быту необходимых». В следующем донесении сообщается, что «преступник располагает иметь в Туруханске домоводство и скотоводство, разведение картофеля и прочих овощей». Здесь же содержится ответ енисейского губернатора: «Ежели он разводит картофель и другие разные овощи, которых прежде в Туруханске не было, и будет их раздавать и продавать жителям, то сие не может принести никакого вреда кроме пользы». Шаховской, располагавший присланными женой пособиями по медицине и фармакологии, занимался в Туруханске лечением местных жителей — тунгусов, которые с благодарностью отзывались о ссыльном лекаре. Тот же сотник Сапожников в донесении от 1 апреля 1827 года писал: «Занятием имеет чтение книг, составляет из оных лекарства, коими пользует одержимых болезненными припадками». Когда начальник Енисейского округа, посетивший Туруханск, заболел, то Шаховской оказался настолько сведущ, что вылечил его. Тем не менее дальнейшее врачевание Шаховскому было запрещено.
В ссылке Федор Шаховской усиленно занимался педагогикой. Будучи широко образованным человеком, он хорошо знал труды Иоганна Песталоцци, Оуэна и других. Здесь он написал «Наставление о воспитании детей и о методах обучения их грамоте», а также завершил краткую грамматику русского языка, работу над которой начал ещё в каземате Петропавловской крепости. В письме жене 26 апреля 1827 года Шаховской сообщает: «Посылаю тебе вступление к наукам, написанное мною как введение к дальнейшим занятиям моим для облегчения воспитания детей наших, а также некоторые определения, взятые у Оуэна, которые я старался сделать сколько можно легкими». И далее рекомендует «лёгкий способ весьма скоро научиться писать и читать». Свои педагогические идеи он осуществлял на практике, обучая детей бедных родителей. Сотник Сапожников доносил 2 апреля 1827 года: «…принял на себя обязанности обучения грамоте малолетних детей здешних жителей». Однако вскоре высшее начальство признало обучение Шаховским детей нежелательным и запретило ему это занятие.
Шаховской увлекался переводами и стихотворными опытами. Часть этих литературных опытов носит общее заглавие «Пастораль».
В документах фонда Шаховского, хранящихся в Москве в Государственном архиве Российской Федерации, имеются «Черновые записи о Туруханском крае», составленные Шаховским в первый год ссылки. В них описываются природные условия, богатства этого края, занятия жителей, пути сообщения и т. д. Отмечая положительный характер связи коренного населения с русскими поселенцами-крестьянами, он подчеркивает угнетение тунгусов. Шаховской резко противопоставляет две группы: русские купцы и труженики, которых беззастенчиво обманывают и обирают. В записках приводятся данные о прошлом края. Шаховской отмечает, что в 1820 году в Игарке был всего один дом, в котором жил крестьянин, имевший коров, — для этих мест явление редкое. В Дудинке обитали два жителя, имелись два казённых хлебных магазина. «Хлеб отсюда отправляется за тундру для русских, его возят на санях. Верстах в 4-х от Дудинки четыре дома. От Дудинки вниз уже лесов не видно. Начинается тундра». Хотя записки Федора Шаховского не могут считаться научным трудом, их историческое и краеведческой значение велико. Это была первая работа, посвящённая Енисейской губернии.
Интересы Шаховского простирались и на ботанику, и на минералогию. Просьба к жене: «Пришли мне также сочинения Севергина по минералогии». Любопытна его переписка с директором петербургского Ботанического сада Александром Фишером. Фишер, узнав о его исследованиях, обратился к Александру Бенкендорфу за разрешением доставить Шаховскому три ботанические книги, небольшое собрание сухих трав и микроскоп. Третье отделение отнеслось к этой просьбе с подозрением.
В январе 1827 года, желая прийти на помощь жителям Туруханска, пострадавшим от неурожая, Шаховской дал им из полученных от жены денег 300 рублей на уплату недоимок по повинностям. Когда сведения об этом дошли до Третьего отделения, Бенкендорф приказал: «Губернатору предписывается позаботиться о перемене места жительства Шаховского и надлежит назначить город, который он сочтёт необходимым в данном случае, но с тем, чтобы Шаховской от этого ничего не выиграл».
10 августа 1827 года, помечает Шаховской в своем дневнике, прибыл урядник Нифонтьев и объявил ему высочайшее повеление о переводе в Енисейск. Как большую утрату пережил он расставание с больным товарищем Н. С. Бобрищевым-Пушкиным, отбывавшим вместе с ним ссылку, с которым он некогда вел откровенные беседы.
Был переведён в Енисейск 14 сентября 1827 года. В Енисейске Шаховской поселился у бедных, но добрых людей. Жители города хорошо относились к бывшему князю. В письмах к жене Шаховской неоднократно подчеркивал это, и особенно душевное отношение купца Хорошева (через него шла переписка с супругой), городничего, который «имеет доброе сердце и кроткий и весёлый нрав». Письмо от 26 сентября 1827 года Шаховской заканчивает словами: «Енисейск доставляет мне полную возможность писать тебе всякую неделю». Но вдруг в интенсивной переписке произошёл перерыв. Третье отделение дознало, что переписка с женой осуществлялась «через посредство купца Хорошева, которого приказчик проживает в Москве». Было предписано: «Письма принимать не иначе как из рук местного начальства». Это болезненно сказалось на самочувствии Шаховского. Наталья Дмитриевна после родов, с грудным ребёнком, естественно, не могла поехать в Сибирь, да и сам Шаховской категорически был против этой поездки, тем более что Николай I не разрешал брать с собой детей. Жена могла только окружить его любимыми вещами. Судя по описи вещей, которые остались в Енисейске, он ни в чём не нуждался. Масса книг, гитара, готовальня, ящик с красками свидетельствуют о том, чем он пытался заполнить своё время. Занимался изучением местной флоры. Писал записки о Туруханском крае.
Вот ещё письмо от тебя, нежный друг мой! Благодарю тебя, что ты так часто пишешь; отрада получить весть о тебе и милых детках, это составляет прелестнейшее утешение в жизни моей. Все посылки твои, особенно книги, тем приятнее для меня, что я попечению нежной и сердечной супруги, моей обязан развитию способностей моих и познаниям, которые распространяют круг деятельности и наблюдательной жизни, уносят меня в мир, где душа черпает ясность и вдохновение в созерцании природы, искусств, открытий и явлений.
Последнее письмо жене, от 23 апреля, свидетельствует о полном расстройстве его душевного равновесия.
В июне 1828 года енисейский губернатор сообщил Бенкендорфу о сумасшествии Шаховского. Подробности о начале болезни сохранились в письме декабриста Сергея Кривцова от 24 июля 1828 года, адресованном А. Г. Муравьевой, с которой переписывалась жена Шаховского: «Проезжая через Енисейск, я нашёл бедного Шаховского… худого, с тусклым, блуждающим взглядом, что слишком красноречиво говорит о том состоянии, в котором пребывает его бедный разум…»
Гражданский губернатор Степанов, благосклонно относившийся к Шаховскому, поместил больного в городскую больницу. Жена Шаховского, узнав от Муравьёвой о болезни мужа, немедленно обратилась с просьбой разрешить ей поездку в Енисейск, а получив отказ, возбудила ходатайство о переводе Шаховского в одно из отдаленных от столицы имений, под присмотр местного начальства. В частности, она имела в виду Заостровье Псковской губернии.

### Суздаль
Только 4 января 1829 года Бенкендорф доложил о ходатайстве Шаховской императору, и тот не дал согласия. Высочайшее повеление гласило: «Отправить для содержания в острог Суздальского монастыря на том положении, как содержатся в оном прочие арестанты», «с разрешением жене жить близ монастыря и иметь попечение о муже».

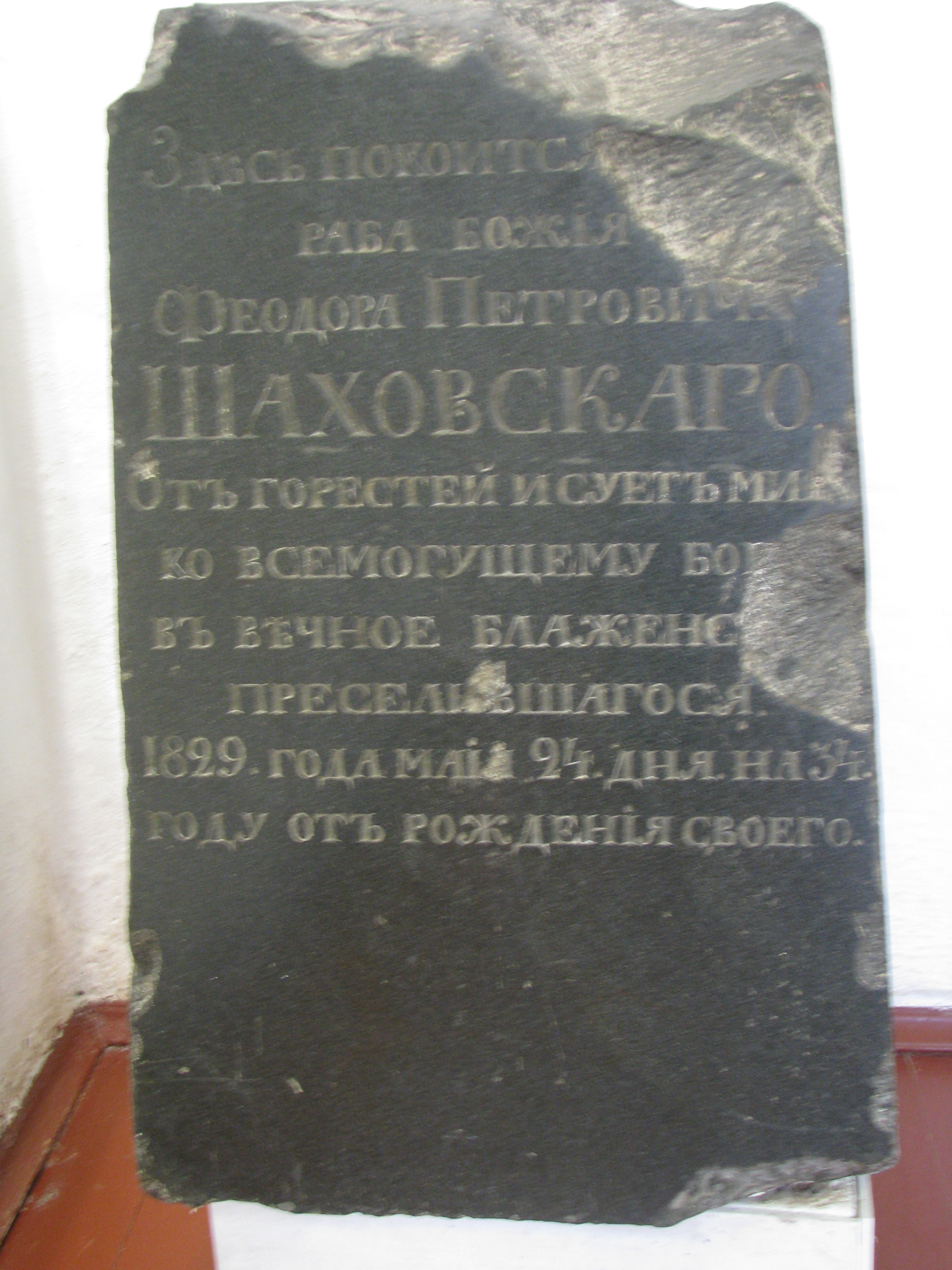
Надгробный камень с могилы Шаховского. Тюремный корпус Спасо-Евфимиева монастыря в Суздале

Владимирский губернатор Корута был уведомлен о воле государя. И он строго предупредил архимандрита Парфения о необходимости строжайшего контроля за государственным преступником, но, зная Суздальскую тюрьму как вторую «русскую Бастилию», предписал поместить Шаховского в приличную комнату. Настоятель затребовал для охраны троих рядовых и одного унтер-офицера. Однако ему выделили только двоих солдат и унтер-офицер.
При отъезде из Енисейска фельдъегерь получил для «злоумышленника» много тёплого дорожного платья: фуфайки, рукавицы, две меховые шубы, «сакуй олений» и т. д., а привёз Шаховского в монастырь обмороженным, о чём было составлено даже медицинское свидетельство. В свидетельстве говорилось, что Шаховской прибыл в весьма печальном состоянии: «Оказались на нём ознобленными нос, ухо, три пальца левой ноги и мизинцы на обеих руках, причем на мизинце левой руки не оказалось ногтя».
По ходатайству жены с разрешения царя к арестанту Шаховскому были допущены лекарь и старый слуга князя — Ларион, которому дозволялось ухаживать за ним, но выходить из монастыря запрещалось.
Сохранилось последнее письмо Натальи Дмитриевны из Москвы от 18 апреля 1829 года:

«Друг мой! В конце прошлой недели узнала о твоем прибытии в Суздаль. Мы опять скоро увидимся. Ты прижмешь к сердцу детей. Дурная дорога и разлитые реки препятствуют мне исполнить немедля необходимое желание моего сердца — тебя увидеть. На той неделе при первой возможности отправлюсь к тебе, другу моему, возблагодарим всевышнего… Дети, слава богу, здоровы, Митенька начинает хорошо писать, а Ваня так мил, что и пересказать не сумею. Посылаю к тебе Лариона, который при тебе останется, и с ним немного белья и прочих безделок».

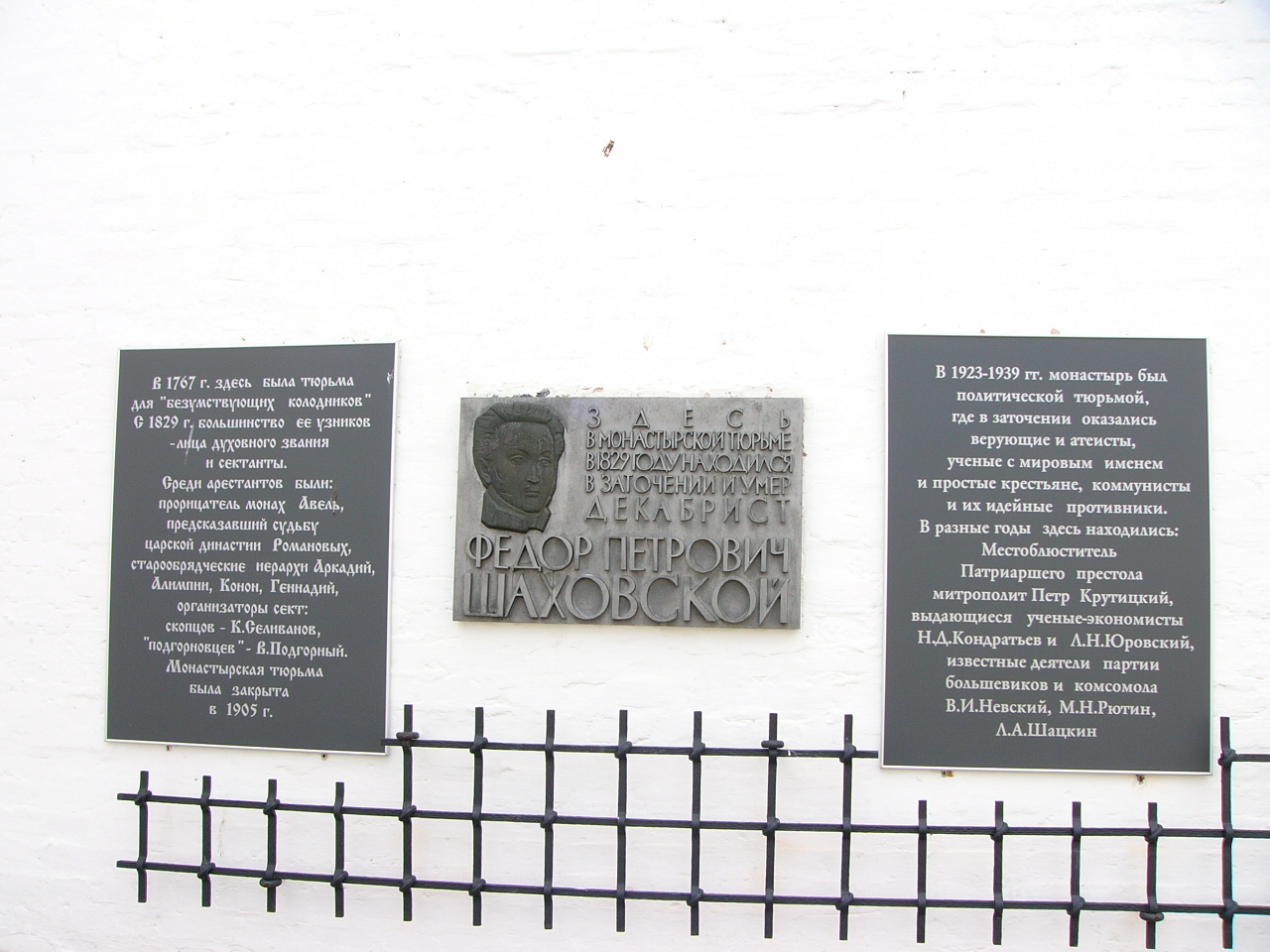
Мемориальная плита в Спасо-Евфимиевом монастыре

В марте 1829 года Шаховской был переведён в Спасо-Евфимиев монастырь, его жене было разрешено жить поблизости и ухаживать за ним. Шаховская забрала старшего сына Дмитрия из пансиона и переехала во Владимир. Князь начал голодовку 6 мая и продолжал до смерти 22 мая.
Парфений доносил: «Государственный преступник Шаховской в течение марта месяца находится в помешательстве ума, сопряженном с дерзостью и упрямством»; «6 мая государственный преступник находится в сильном помешательстве и не принимает пищи». 24 мая 1829 года он сообщил губернатору о смерти Фёдора Шаховского. Прошение супруги о разрешении перевезти прах мужа в Донской монастырь или в Нижегородскую губернию было отклонено.
«Похоронить в монастыре, там, где хоронят арестантов», — предписал Николай I.
В память о декабристе Шаховском одна из улиц города Суздаля названа его именем.